# Essigny-le-Petit
Essigny-le-Petit é uma comuna francesa na região administrativa de Altos da França, no departamento de Aisne. Estende-se por uma área de 4,53 km². Em 2010 a comuna tinha 354 habitantes (densidade: 78,1 hab./km²).